# Anthurium acaule
Anthurium acaule är en kallaväxtart som först beskrevs av Nikolaus Joseph von Jacquin, och fick sitt nu gällande namn av Heinrich Wilhelm Schott. Anthurium acaule ingår i släktet Anthurium och familjen kallaväxter. Inga underarter finns listade.